# Ovis vignei
L'urial (Ovis vignei (Blyth, 1841)), anche noto come arkars o shapo, è una specie di pecora selvatica originaria dell'Asia centrale e meridionale. È elencato come Vulnerabile nella Lista Rossa IUCN.

## Descrizione

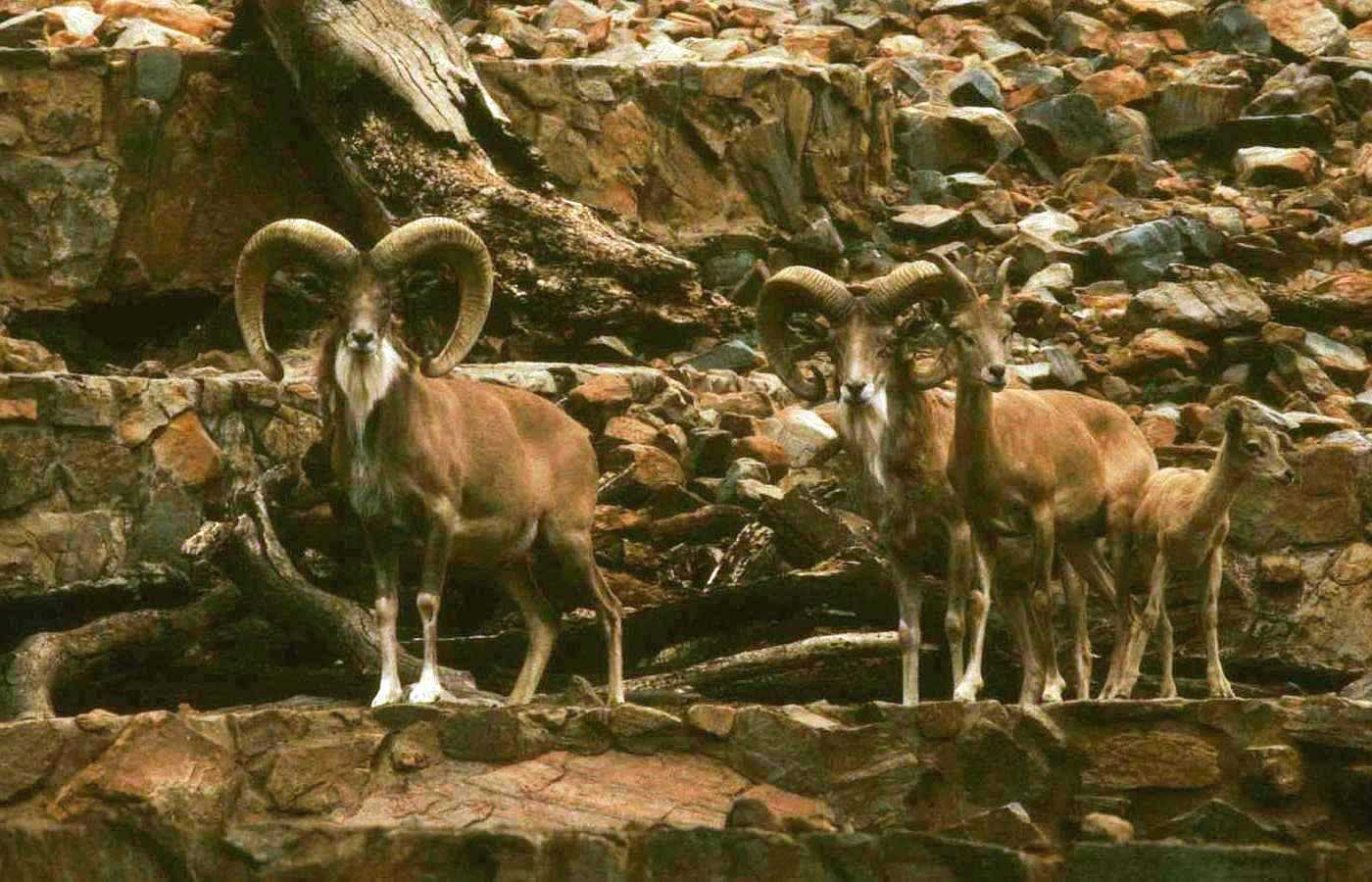
Urial transcaspiani (O. v. arkal), al Pretoria Zoo

I maschi di urial hanno grandi corna, che si arricciano verso l'esterno dalla sommità della testa e terminano dietro la testa; le femmine hanno corna più corte e compresse. Le corna dei maschi possono raggiungere una lunghezza massima di 100 centimetri. L'altezza al garrese per i maschi adulti è compresa tra gli 80 e i 90 centimetri.

## Distribuzione e habitat
L'urial è originario delle aree montane delle montagne del Pamir, dell'Hindu Kush e dell'Himalaya, dove può essere trovato ad un'altitudine di 4.500 metri; il suo areale comprende l'Iran nord-orientale, l'Afghanistan, il Turkmenistan, il Tagikistan, l'Uzbekistan, il Kazakistan sudoccidentale fino al Pakistan settentrionale, e il Ladakh nell'India nordoccidentale. Predilige i prati montani, i boschi aperti e i pendii scoscesi, sebbene sia adatto anche sopportare i climi freddi e aridi con poca vegetazione.
In Ladakh, l'urial condivide il suo habitat con un'altra capra selvatica, l'argali (Ovis ammon) che tuttavia predilige zone più elevate.

## Biologia
Eccetto che durante la stagione dell'accoppiamento, i mufloni maschi adulti vivono in greggi separati dalle femmine e dai loro piccoli. Il territorio di ogni gregge copre un'area limitata, sufficiente a fornire il cibo, l'acqua e i posti per riposare; vengono preferiti i territori situati sotto una sporgenza e affacciantisi su di uno spazio aperto. La stagione degli amori inizia a settembre. In questo periodo, i maschi competono per i territori sui quali si raduneranno i loro harem e per l'attenzione di un gruppo di quattro o cinque femmine, che si accoppieranno con il maschio dominante. Le femmine daranno alla luce un agnello dopo una gestazione di cinque mesi.
Se allarmati, gli ural sono in grado di effettuare dei rapidi balzi anche su terreno scosceso. La loro dieta è costituita principalmente di erbe basse. Questi animali pascolano, di solito, la mattina, si riposano verso mezzodì e riprendono a brucar erba la sera e persino nelle prime ore della notte.

## Tassonomia
L'urial venne descritto con il nome scientifico Ovis vignei da Edward Blyth, nel 1841, nome usato per indicare le pecore selvatiche che prosperavano nelle montagne Sulaiman. Il nome specifico rende omaggio a Godfrey Vigne (1801–1863).
La specie O. vignei è suddivisa in sei sottospecie:
- Ovis v. cycloceros - Urial afgano o pecora turkmena, sottospecie presente nel Turkmenistan meridionale, l'Iran orientale, l'Afghanistan, il Pakistan settentrionale;[4]
- O. v. arkal - Urial transcaspico, sottospecie nativa dell'Ustjurt-Plateau (Turkmenistan, Uzbekistan e Iran settentrionale) e Kazakistan occidentale;
- O. v. blanfordi - Urial di Blanford o Urial del Baluchistan, originario del Belucistan (Pakistan) è spesso incluso in questa sottospecie;
- O. v. bochariensis - Urial di Bukhara, originario dell'Uzbekistan, Tagikistan, Turkmenistan e delle montagne intorno all'Amu Darya;
- O. v. punjabiensis - Urial di Punjab, originario della provincia del Punjab (Pakistan);
- O. v. vignei - Urial del Ladakh, sottospecie nominale originaria del Ladakh e del Pakistan settentrionale e del Kashmir;